# L'Enfant de Paris
Ne doit pas être confondu avec Enfants de Paris.
Pour plus de détails, voir Fiche technique et Distribution.
L'Enfant de Paris est un film français réalisé par Léonce Perret, sorti en 1913.

## Synopsis
Marie-Laure de Valen est kidnappée par une bande de malfaiteurs. Un savetier alcoolique la retient, chez qui travaille durement un adolescent, Le Bosco. Grâce au dévouement fraternel du jeune garçon, elle est libérée et rejoint son père qui passait pour mort à la guerre.

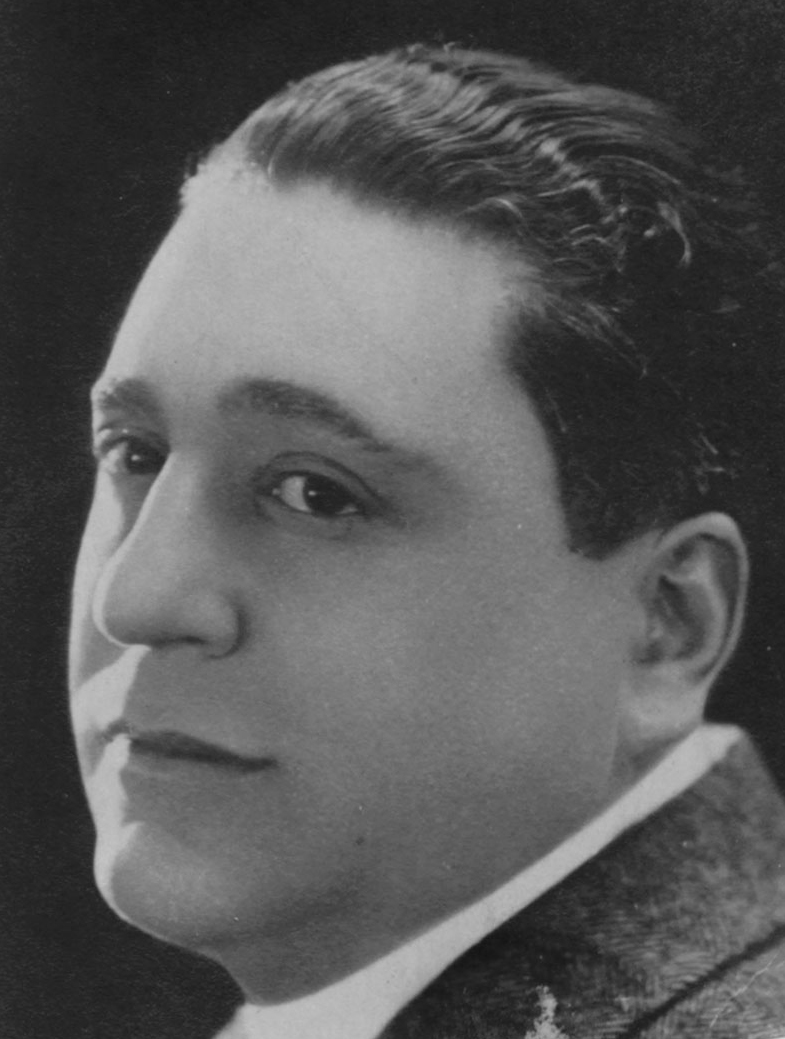
Léonce Perret interprète Léonce

## Fiche technique
- Titre original : L'Enfant de Paris
- Scénario : Léonce Perret
- Réalisation : Léonce Perret
- Production : Société des établissements Léon Gaumont
- Format : Noir et blanc — 35 mm — 1,33:1  — film muet
- Durée : 124m
- Date de sortie  France : 17 septembre 1913

## Distribution
- Émile Keppens : Pierre de Valen
- Henri Duval : Jacques de Valen
- Jeanne Marie-Laurent : Marie de Valen
- Suzanne Privat : Marie-Laure de Valen
- Marie Dorly : Marion, la gouvernante
- Marc Gérard : le savetier Tiron
- Maurice Lagrenée : Le Bosco
- Louis Leubas : Edmond Talmin, dit le Bachelier
- René Navarre : le commissaire
- Valentine Petit : la dame de Nice
- Suzanne Le Bret
- Léonce Perret : Léonce

## Analyse
Le grand historien du cinéma, Georges Sadoul, écrit à propos de L'Enfant de Paris :

« Léonce Perret paraît avoir eu, avant 1914, un plus grand souci d'art que Louis Feuillade. Il fit soigner la photographie, utiliser les contre-jours, employer dramatiquement la lumière artificielle, user systématiquement du gros plan, etc. Un mélodrame comme L'Enfant de Paris frappe aujourd'hui par le modernisme et la souplesse du récit. »

Néanmoins, on peut remarquer que si le récit par les plans est effectivement particulièrement bien fait, en revanche la composition scénaristique ne semble pas avoir intégré les découvertes de D. W. Griffith sur les actions parallèles (suivies de leur conséquence : le montage parallèle) dès le premier film de celui-ci : Les Aventures de Dollie en 1908. Le scénario maîtrise assez mal le "pendant ce temps", et faute de le faire, laisse dans l'ombre plusieurs personnages principaux, par exemple durant les longues recherches de la fillette, entreprises par l'adolescent, où l'on perd de vue la mère et le père, revenu vivant de la guerre, et le cousin qui a organisé la disparition de l'enfant pour hériter à sa place de la fortune des de Valen[réf. nécessaire].